# Universidade de Alazar
A Universidade de Alazar (em árabe: الأزهر الشريف; romaniz.: al'azhar alsharif) ou Al-Azhar, está localizada no Cairo, Egito. Está anexa à mesquita homónima. Foi fundada como escola de teologia no Califado Fatímida, (xiita) em 988, sendo a segunda mais antiga universidade do mundo. Nacionalizada em 1960, em 1961 disciplinas  não-religiosas foram adicionados ao seu currículo. tais como Medicina, Farmácia, Engenharia e Agricultura. Em 1962 admitiu pela primeira vez estudantes femininas.
Fundada como um centro de aprendizagem islâmica, seus alunos estudam o Alcorão e a lei islâmica em detalhe, sendo necessário, para admissão, saber de cor o Alcorão ou pelo menos importantes partes dele. Foi uma das primeiras universidades do mundo, e a única no mundo árabe a sobreviver como uma universidade moderna, incluindo temas seculares no currículo. Hoje é o centro principal da literatura árabe e da aprendizagem islâmica sunita no mundo.

## Ideologia
A composição da Universidade  representa as escolas teológicas de Alaxari e Almaturidi, as quatro escolas de jurisprudência islâmica sunita (Hanafita, maliquita, xafeíta e hambalita), e as sete principais ordens sufis.
A Universidade  opõe-se  a uma reforma liberal do Islã e emitiu em  2017 uma fatwa contra a mesquita  liberal Ibn Rushd-Goethe  em Berlim, por não permitir burcas e nicabes, nem separação de sexos em suas instalações e aceitar homossexuais.
A al-Azhar, assim como vários dos seus membros, foram acusados de ter dois discursos contraditórios, um moderado para a sensibilidade do Ocidente e outro para "consumo doméstico" que sanciona o extremismo violento.
Um exemplo é a  discrepância entre o discurso de al-Tayeb no Parlamento alemão em Março de 2016, no qual afirma que o princípio da liberdade religiosa está consagrado no Alcorão; e os seus discursos e declarações proferidos no Cairo, que sancionam a execução dos apóstatas do Islão.  Ahmed al-Tayeb é actualmente (2020) e desde 2010  o Grande Imam de al-Azhar, e anteriormente presidente da sua Universidade. Ele declarou: "A apostasia contemporânea apresenta-se sob a capa de crimes, agressões e grandes traições, por isso, tratamos-la como um crime que deve ser combatido e punido". E acrescentou: "Os estudiosos do Islão [al-fuqaha] e os imãs das quatro escolas de jurisprudência consideram a apostasia um crime e concordam que o apóstata deve ou renunciar à sua apostasia ou então ser executado."
Em 3 de Junho de 1992, o activista egípcio  Farag Foda foi acusado de blasfémia por um conselho de ulemas da Universidade de Al-Azhar. No dia 8 desse mês, terroristas do grupo Al-Gama'a al-Islamiyya executaram-no a tiro. O grupo referiu-se explicitamente à fatwa de Al-Azhar quando reivindicou a responsabilidade do crime. Um académico de Al-Azhar, Mohammed al-Ghazali al-Saqqa, afirmou depois como testemunha perante o tribunal que não era errado matar um apóstata. Al-Ghazali afirmou: " O assassinato de Farag Foda foi, de facto, a aplicação da pena contra um apóstata que o imã (líder islâmico no Egipto) falhou em aplicar". Mais tarde, o líder do conselho de ulemas de Al-Azhar publicou um livro - Quem matou Farag Foda? - onde chegou á conclusão de que Foda era o responsável da sua própria morte. Para Tamir Moustafa, a fatwa contra Foda e o seu subsequente assassinato são "talvez o exemplo mais claro de uma "divisão de tarefas" que poderá existir entre os islamistas radicais e os sheiks de al-Azhar".